# Undine (Hoffmann)
Undine ist eine romantische Zauberoper in drei Akten von E. T. A. Hoffmann. Obwohl Hoffmann auch ein großer Dichter war – auf diesem Gebiet ist er heute viel bekannter denn als Komponist –, ließ er sich das Libretto von seinem Freund Friedrich de la Motte Fouqué nach dessen eigener Vorlage, der gleichnamigen Märchennovelle, schreiben. Uraufführung war am 3. August 1816 im Königlichen Schauspielhaus am Gendarmenmarkt zu Berlin anlässlich des Geburtstagsfestes Friedrich Wilhelms III. von Preußen. Der damals schon sehr berühmte Architekt und Maler Karl Friedrich Schinkel hatte das Bühnenbild geschaffen. Das Werk ist nicht – wie in einigen Opernführern erwähnt – durchkomponiert. Die einzelnen Musiknummern sind durch gesprochene Dialoge miteinander verbunden.

## Handlung

### Erster Akt
Das Innere einer Fischerhütte mit einem Fenster an der Hinterwand
Die alten Fischersleute sorgen sich wieder einmal um ihre Pflegetochter Undine, die eigentlich längst wieder zu Hause sein müsste. Ritter Huldbrand von Ringstetten, der bei ihnen Zuflucht gefunden hat, als er vor einem Unwetter fliehen musste, erfährt von dem Ehepaar, dass es vor sechzehn Jahren eine Tochter bekommen habe. Das Schicksal sei jedoch grausam zu ihnen gewesen, denn schon nach einem Jahr sei das Mädchen im nahen See ertrunken. Vielleicht sei sie auch von einem Wassergeist entführt worden, denn ihre Leiche habe man nie gefunden. Durch eine glückliche Fügung sei ihnen aber noch am selben Tage Undine zugeführt worden. Diese sei zwar ein sehr launisches Wesen, aber sie liebten sie wie ihr eigenes Kind. Ritter Huldbrand erklärt, er wolle in die Nacht hinausgehen und Undine suchen.
Verwandlung: Nacht. Seeufer mit Felsen und herabstürzenden Wasserfluten
Undine zankt sich mit ihrem Onkel Kühleborn, dem mächtigen Wasserfürsten. Er hatte sie oft genug vor den Menschen gewarnt, aber trotzdem hatte Undine darauf bestanden, ihr nasses Element zu verlassen, um einen Sterblichen zu finden, der sie heiraten werde. Sie hofft, auf diese Weise eine Seele zu erlangen. Als sich der Streit zuspitzt, taucht Huldbrand auf, und Kühleborn verschwindet mit seinen Wassergeistern im See.
Huldbrand ist von Undines Schönheit entzückt. Magisch fühlt er sich zu ihr hingezogen. Aber auch für Undine ist Huldbrand Liebe auf den ersten Blick. Sie kommen sich schnell näher, und Huldbrand bittet Undine, mit ihm auf seine Burg zu kommen. Aus der Tiefe des Sees dringen zwar immer wieder Warnrufe der Wassergeister an Undines Ohr, doch sie lässt sich nicht aus der Ruhe bringen. Gerne nimmt sie die Einladung des Ritters an.
Verwandlung: Wieder im Inneren der Fischerhütte
Als das verliebte Paar die Fischerhütte betreten hat, entdecken die beiden einen neuen Besucher: es ist Pater Heilmann, der sich auf einer Pilgerreise befindet und hier Station macht. Undine und Huldbrand kommt dieser Umstand sehr gelegen. Ohne Umschweife bitten sie den Geistlichen, sie zu trauen. Nachdem auch Undines Pflegeeltern nichts einzuwenden haben, wird die Hochzeit vollzogen.
Sonnenschein hat das Unwetter vertrieben. Nachdem sich Undine, Huldbrand und der Pater von den Fischersleuten verabschiedet haben, machen sie sich auf zur Burg Ringstetten. Sie ahnen nicht, dass ihnen heimlich jemand folgt. Es ist Kühleborn, der weiterhin um seine Nichte besorgt ist und ihr beistehen möchte, falls sie in Gefahr geraten sollte.

### Zweiter Akt
Großer, mit Bäumen umpflanzter Platz in der Reichsstadt, inmitten ein Brunnen
Undine und Berthalda gehen spazieren und unterhalten sich dabei. Man könnte den Eindruck bekommen, sie seien Freundinnen. Aber die raffinierte Berthalda, der Huldbrand vor kurzem auch die Ehe versprochen hatte, spielt nur Undines Vertraute. In Wirklichkeit ist sie nur darauf aus, das Geheimnis ihrer Herkunft zu lüften. Um ihr Vertrauen zu gewinnen, jammert sie Undine vor, dass einst sie der Herzog bei einem Ausritt als kleines Findelkind auf einer Wiese entdeckt und mit auf seine Burg genommen habe. Nur zu gerne wüsste sie, wer ihre wahren Eltern sind.
Unterdessen steigt Kühleborn aus dem Brunnen herauf und warnt erneut seine Nichte, auf der Hut zu sein. Nebenbei erfährt Undine, dass Berthalda in Wahrheit das angeblich ertrunkene Kind der Fischersleute ist.
Verwandlung: In Ritter Huldbrands Herberge
Undine empfängt ihre Pflegeeltern und lädt sie ein, mit auf Huldbrands Burg zu kommen.
Verwandlung: Großer Prunksaal
Der Herzog hat viele Ritter mit ihren Frauen zu einem Festmahl geladen. Während des Banketts betritt Undine den Saal, gefolgt von ihren Pflegeeltern. Undine glaubt, sie könne Berthalda eine Freude bereiten, indem sie sie mit ihren leiblichen Eltern bekannt macht. Aber dabei waren ihre Gedanken wohl zu naiv. Berthalda ist viel zu stolz, um einzugestehen, dass ihre Vorfahren arme Fischersleute sind. Sie bezichtigt Undine gar der Hexerei und verlässt wütend den Saal. Plötzlich fühlt Huldbrand, dass seine Liebe zu seiner früheren Braut doch noch nicht ganz erloschen ist. Undine wirft er vor, sie habe absichtlich Berthalda zu kränken versucht.
Verwandlung: Finsterer Wald
Nach langem Suchen findet Huldbrand Berthalda am Ufer eines Baches. Obwohl aus dessen Tiefen immer wieder mahnende Worte Kühleborns an sein Ohr dringen, nimmt er Berthalda mit und überrascht sie mit einer kostbaren Kette.
Verwandlung: Freie Gegend am Ufer eines Flusses
Undine tritt auf mit Gefolge von Frauen und Knappen. Sie ist besorgt, weil sie ihren Gatten vermisst. Sie fürchtet, es könne ihm etwas zugestoßen sein; aber schon bald weicht ihre Sorge der Freude, als sie Huldbrand mit Berthalda kommen sieht. Übermütig hält letztere den Halsschmuck über die Wellen, um die Sonne und das Wasser darin spiegeln zu lassen. Plötzlich fährt eine riesige Faust aus den Wogen und reißt den Schmuck mit in die Tiefe. Undine merkt, dass dieser Schabernack nur Kühleborns Werk sein kann. Sie fleht die Wassergeister an, die Kette wieder zurückzugeben. Daraufhin erhebt sich ein schöner Knabe aus den Wellen, überreicht Undine eine Korallenschnur und entschwindet sogleich wieder. Als Undine die Schnur an Berthalda weitergeben will, wird sie zurückgestoßen. Huldbrand wirft seiner Frau vor, sie stehe mit bösen Mächten in Verbindung und habe nur mit deren Hilfe seine Liebe zu ihr erzwungen. Doch mit diesem Fluch verstößt er gegen das strenge Gebot, dass er seine Frau nie beleidigen darf. Undine ist zutiefst verzweifelt. Ein dichter Nebel umhüllt sie und zieht sie in den Fluss.

### Dritter Akt
Gemach auf Burg Ringstetten
Huldbrands Liebe zu seiner einstigen Braut Berthalda ist wieder voll entbrannt. Er vernimmt zwar immer wieder drohende Worte Kühleborns, wie er ihm fürchterliche Rache schwört. Auch Pater Heilmanns Rat, er sei schließlich verheiratet und müsse Undine, auch wenn sie nicht mehr bei ihm sei, die Treue halten, vermögen seine Pläne nicht zu beeinflussen. Auf der Burg bereitet man die Hochzeit vor.
Verwandlung: Im Burghof
Auch die Fischersleute – Huldbrands künftige Schwiegereltern – sind zum Hochzeitsfest geladen. Sie fühlen sich jedoch nicht wohl dabei. Die Kälte ihrer leiblichen Tochter hat sie bitter enttäuscht. Vor allem der Fischer schwärmt davon, was für ein gutes Kind dagegen Undine gewesen sei, und stimmt zum Andenken an sie jenes Lied an, das sie früher oft und gerne gesungen hat.
Immer mehr Gäste treffen ein und lassen sich an den Tafeln nieder. Wein geht reichlich herum; Trinklieder erklingen. Berthalda ist am Ziel ihrer Wünsche. Jetzt fehlt nur noch eines: Sie beklagt sich bei ihrem Mann, dass er den schönen Brunnen im Burghof zumauern ließ. Sie vergisst dabei, dass dies nur aus Furcht vor den Wassergeistern geschehen ist. Weil es aber nun mal der Wunsch seiner Frau ist, dass im Brunnen das Wasser wieder sprudle, befiehlt er den Knappen und Reisigen, ihn mit Hacken und Spaten aufzubrechen. Als nach getaner Arbeit der erste Wasserstrahl hervorschießt, wird sogleich Undine sichtbar. Alle sind entsetzt – außer Huldbrand. Ihm wird jetzt klar, dass seine wahre Liebe nicht Berthalda, sondern nur Undine gehört. Die beiden umarmen und küssen sich. Gemeinsam steigen sie durch den Brunnen hinab ins Reich der Wassergeister. Huldbrand hat sein Leben ausgehaucht und ist selbst zu einem Wassergeist geworden.

## Musik
Hoffmanns Undine war die erste deutsche Oper, die das Prädikat „romantisch“ verdient. Allerdings gilt dieses Prädikat mehr dem Opernstoff als der Musik, die noch stark von der Klassik (Mozart, Beethoven) geprägt ist. Sie ist nicht so ohrwurmträchtig wie bei der 29 Jahre später entstandenen gleichnamigen Oper von Albert Lortzing, dafür dringt sie tiefer in die seelischen Charaktere der Figuren ein. Dennoch hat im Laufe der Zeit Lortzings Oper, weil sie viel bühnenwirksamer ist, Hoffmanns Werk fast vollständig aus dem Theater verdrängt.

## Tonträger
Drei CDs „Undine“ von Ernst Theodor Amadeus Hoffmann, Koch International GmbH, Nr. 3–1092-3, aufgenommen in Co-Produktion mit RIAS Berlin und WDR Köln 1993. Gesamtaufnahme (weggelassen sind lediglich die gesprochenen Dialoge) mit Roland Hermann, Hans Franzen, Elisabeth Glauser, Krisztina Laki, Heikki Orama, Karl Ridderbusch, Ulrich Ress, Dora Koschak, Mani Mekler, dem Chor der St.-Hedwigs-Kathedrale Berlin und dem Radio-Symphonie-Orchester Berlin unter der Leitung von Roland Bader. Beigegeben ist ein ausführliches Booklet, das u. a. ein ungekürztes Libretto (also auch mit den gesprochenen Dialogen) enthält.
Eine Gesamtaufnahme – hier mit gesprochenen Dialogen – gibt es mit dem Bamberger Jugendorchester und Oratorienchor unter der Leitung von Hermann Dechant.
Eine weitere Aufnahme: Proebstl, Max; Chorvereinigung Liederkranz Bamberg; Bamberg Symphony Orchestra; Heger, Robert.